# Martin Åberg
För andra betydelser, se Martin Åberg (olika betydelser).

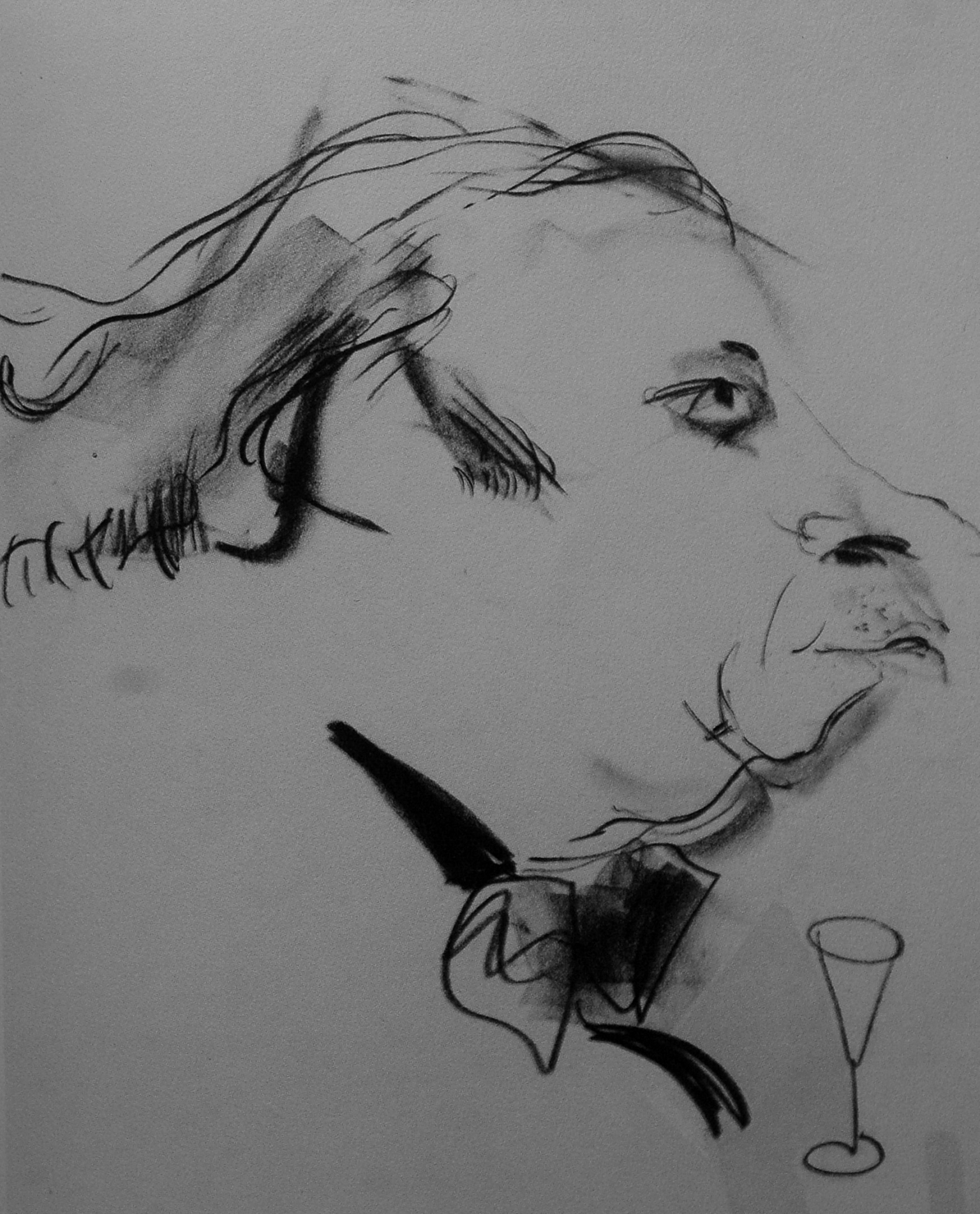
Karikatyrteckning av Martin Åberg, teckningen är utförd av konstnären John Jon-And.

Martin Andreas Åberg, född 4 oktober 1888 i Ljusnarsberg, död 1 november 1946 i Stockholm, var en svensk målare.
Han var son till folkskolläraren Anders Viktor Åberg och Maria Nilsson och från 1919 gift med Rut Lundmark. Åberg studerade först för standarmålaren Viktor Lindblad i Örebro innan han som antogs som frielev vid Wilhelmsons målarskola i Stockholm 1911. Han studerade sporadiskt vid skolan fram till 1917 med avbrott 1913–1915 då han studerade vid Valands målarskola i Göteborg. Han var under en period av två år bosatt i Tyrolen där han bedrev självstudier. Från Tyrolen reste han på kortare studie- och målarresor till Florens. Med ett stipendium från Konstakademien kunde han vistas i Menton på Franska Rivieran 1927. Förutom ett stort antal separatutställningar medverkade han i samlingsutställningar arrangerade av Sveriges allmänna konstförening, Biennalen i Venedig, Svenska konstnärernas förening och i Helsingfors, Bryssel, Antwerpen, Paris och London. En minnesutställning med hans konst visades på Örebro läns museum 1947. Åberg är representerad med drygt 10 målningar på Moderna museet och Nationalmuseum i Stockholm och Göteborgs konstmuseum, prins Eugens Waldemarsudde, Norrköpings Konstmuseum, Västerås konstförenings galleri och Örebro läns museum.
Martin Åberg är begravd på Norra begravningsplatsen utanför Stockholm.